# Bánh mì nướng kiểu Pháp
Bánh mì nướng kiểu Pháp (tiếng Anh: French toast) là một món ăn gồm có các lát bánh mì được nhúng qua trứng đánh tan và đặc biệt hỗn hợp trứng có pha thêm sữa hoặc kem, sau đó được chiên trên chảo.

## Tên gọi
Tên gọi và những biến thể của món này có thể kể đến như "bánh mì phủ trứng", "bánh mì nướng Bombay", "bánh mì nướng di-gan" và "những hiệp sĩ nghèo" (tại lâu đài Windsor, nguyên văn trong tiếng Anh là "poor knights of Windsor").
Tên gọi "poor knights of Windsor" được đặt tên theo một trật tự hiệp sĩ do vua Edward III thiết lập để chăm sóc các hiệp sĩ đã rơi vào tình trạng khó khăn về tài chính sau Trận chiến Crecy năm 1346 ở miền bắc nước Pháp. Lý do khiến các hiệp sĩ trở nên nghèo nàn sau khi trận chiến kết thúc là vì họ phải bán tài sản của mình để chuộc thân sau khi bị bắt. Sau đó, các lý do khác nhau để "thuê" các hiệp sĩ cũng đóng một vai trò nhất định.
Tên gọi chính thức hơn của những hiệp sĩ này là "hiệp sĩ khất thực" hoặc "hiệp sĩ quân đội". Các hiệp sĩ đã luôn sống tại lâu đài Windsor. Ở đó, công việc chính của họ là cầu nguyện Chúa và cầu nguyện cho Vua hoặc Nữ hoàng và các đội quân của nhà vua.
Ngày nay vẫn còn 13 hiệp sĩ nghèo tại lâu đài, tất cả đều là sĩ quan quân đội đã nghỉ hưu. Họ sống trong khuôn viên của lâu đài Windsor và không được trả tiền khi trở thành một 'hiệp sĩ nghèo'. Một trong những chức năng chính của các hiệp sĩ nghèo là tham gia vào các cuộc diễu hành gần như hàng tuần, bên cạnh đó, rất nhiều hiệp sĩ cũng làm các công việc tình nguyện khác trong và xung quanh lâu đài.
Bánh mì nướng tiếng Pháp được gọi là Armer Ritter hoặc Arme Ritter (dạng số nhiều) trong tiếng Đức có nghĩa là '(những) hiệp sĩ nghèo'.
Món ăn này có thể chế biến thành món ngọt khi có thêm đường, vani hoặc bột quế tùy thích trước khi áp chảo, và sau đó được phủ đường (thường là đường bột), bơ, trái cây hoặc xi-rô.
Có khi lại được chế biến thành món ăn mặn, lúc đó bánh mì khi chiên sẽ được rắc chút muối hoặc tiêu, và sau đó ăn kèm với nước xốt như tương cà hoặc mayonnaise.

## Lịch sử và thuật ngữ
Tài liệu tham khảo sớm nhất được biết đến về bánh mì nướng Pháp là trong Apicius, tuyển tập các công thức nấu ăn kiểu Latinh có niên đại từ thế kỷ 1 CN, trong đó nó được mô tả đơn giản là aliter dulcia nghĩa là 'một món ngọt khác'. Công thức nói rằng "Bẻ [lát] bánh mì trắng mịn, bỏ lớp vỏ, thành những miếng khá lớn ngâm trong sữa [và trứng đã đánh] chiên trong dầu, phủ mật ong và đem phục vụ".
Một công thức chế biến từ thế kỷ 14 của Đức sử dụng tên Arme Ritter 'những hiệp sĩ nghèo', một cái tên cũng được sử dụng trong tiếng Anh và các ngôn ngữ Bắc Âu. Cũng trong thế kỷ 14, Taillevent (Guillaume Tirel) đã trình bày một công thức cho món "tostées dorées". Chuyên gia ẩm thực thế kỷ 15 người Ý Martino da Como đưa ra một công thức.
Tên gọi thông thường trong tiếng Pháp là pain perdu (tiếng Pháp: [pɛ̃ pɛʁdy] ⓘ 'bánh mì thất lạc', phản ánh việc sử dụng bánh mì cũ hoặc "bị thất lạc". Nó còn được gọi với tên pain doré nghĩa là 'bánh mì làm bằng vàng' tại Canada. Ngoài ra còn có những công thức nấu ăn bằng tiếng Anh từ thế kỷ mười lăm cho pain perdu.
Một thuật ngữ ở Áo và Bayern là pafese hoặc pofese, bắt nguồn từ món xúp của nước Ý là zuppa pavese, dùng để chỉ Pavia, Ý. Từ "soup" trong tên món ăn dùng để chỉ bánh mì ngâm trong chất lỏng, nước xốt. Ở Hungary, món này thường được gọi là bundáskenyér (nghĩa là "bánh mì được bao phủ lên").
Trong ẩm thực của Đế quốc Ottoman, món bánh mì ngâm trứng với mật ong nhưng không có sữa được gọi là fāvniyye.

## Cách chế biến

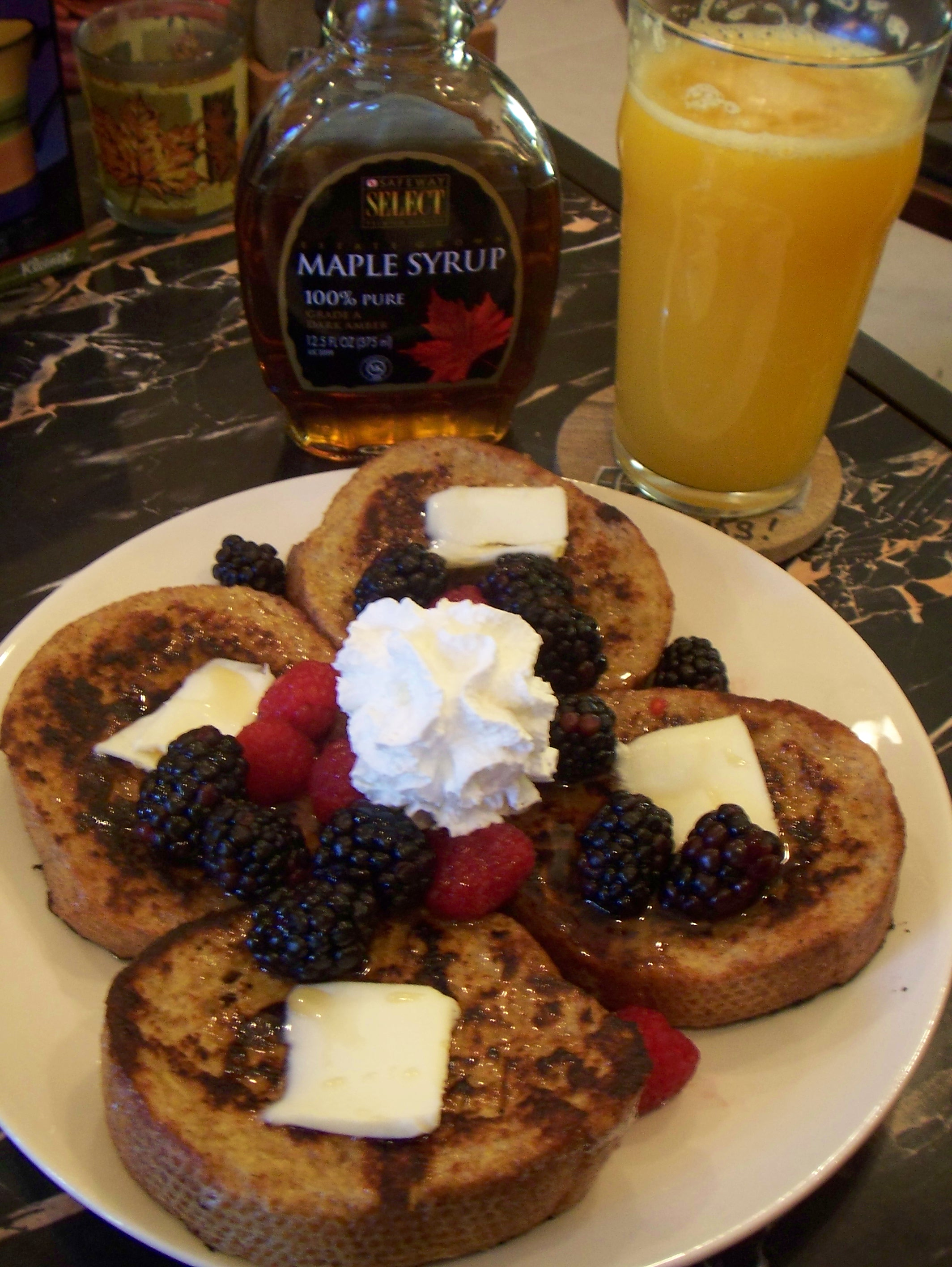
Bánh mì nướng kiểu Pháp phủ với trái cây, bơ và kem, ăn kèm với xi-rô lá phong.

Các lát bánh mì được ngâm hoặc nhúng vào hỗn hợp trứng đánh bông, thường được đánh bông với sữa hoặc kem. Bánh mì được cắt lát hoặc làm thủ công có độ dày từ 3/4 đến 1 "thường được sử dụng làm bánh mì được lựa chọn.
Có thể thêm đường, quế, nhục đậu khấu và vani vào hỗn hợp. Sau đó, bánh mì được chiên trong bơ hoặc dầu ô liu cho đến khi chín vàng. Bánh mì cũ thường được sử dụng, vừa để tiết kiệm vừa vì nó sẽ ngấm nhiều hỗn hợp trứng hơn mà không bị vỡ.
Các lát bánh đã được rán chín có thể được phục vụ với đường hoặc lớp phủ ngọt như caramen, kem, mứt, mật ong, trái cây hoặc có thể thêm xi-rô cây phong ăn kèm.

### Biến thể
Theo Compleat Cook (1659) như được trích dẫn trong OED, bánh mì chỉ được nhúng vào sữa, với hỗn hợp trứng được thêm vào sau đó.
Ngoài ra, bánh mì có thể được ngâm trong rượu vang, nước hoa hồng hoặc nước cam, trước hoặc sau khi nấu.

## Phiên bản quốc tế

### Bồ Đào Nha và Brazil
Ở cả Bồ Đào Nha và Brazil, rabanadas là món tráng miệng Giáng sinh truyền thống.

### An giê ri
Tại Algeria, pin doray

### Pháp
Ở Pháp, pain perdu có một loạt các biến thể khu vực.

### Québec
Ở Québec, pain doré

### Ấn Độ
Ở Ấn Độ, bánh mì nướng Bombay là một món ăn được bán trên "đường phố Mumbai " bởi những người bán hàng rong và nhà cung cấp, bánh mì nướng Bombay còn được gọi là Bánh mì ngọt kiểu Pháp.

### Đức
Ở Đức, Arme Ritter (Hiệp sĩ nghèo) hoặc Pofesen ít nhất được biết đến kể từ thế kỷ thứ 14 (được đề cập trong Deutsches Wörterbuch (Từ điển tiếng Đức) của Brothers Grimm ).

### Na Uy
Ở Na Uy, Arme Riddere (Hiệp sĩ nghèo). Một lần chỉ là một món tráng miệng bây giờ được ăn cho bữa sáng hoặc bữa sáng. Thành phần bổ sung duy nhất là thảo quả.

### Đan Mạch
Ở Đan Mạch, Arme Riddere (Hiệp sĩ nghèo) là một món ăn sáng ngọt ngào, cũng có thể được ăn như một món ăn chiều hoặc món tráng miệng buổi tối. Phiên bản Đan Mạch của món ăn này sử dụng đường với quế, thay vì đường trơn.

### Tây Ban Nha
Torrija  là một công thức tương tự truyền thống được chuẩn bị ở Tây Ban Nha cho Mùa Chay và Tuần Thánh. Nó thường được làm bằng cách ngâm bánh mì cũ trong sữa hoặc rượu với mật ong và gia vị. Nó được nhúng trong trứng đánh và chiên với dầu ô liu. Kỹ thuật nấu ăn này phá vỡ các sợi của bánh mì và kết quả là một chiếc bánh ngọt với lớp ngoài giòn và bên trong mịn. Nó thường được rắc quế như là một liên lạc cuối cùng.
Torrijas hay torrejas lần đầu tiên được đề cập bởi nhà soạn nhạc, nhà thơ và nhà viết kịch người Tây Ban Nha Juan del Encina (1468 Quay1533) trong Cancionero, xuất bản năm 1496. "Anda acá pastor" có câu thơ "En cantares nuevos / gocen sus orejas, / miel y muchos huevos / para hacer torrejas, / aunque sin dolor / parió al Redentor".

### Hồng Kông

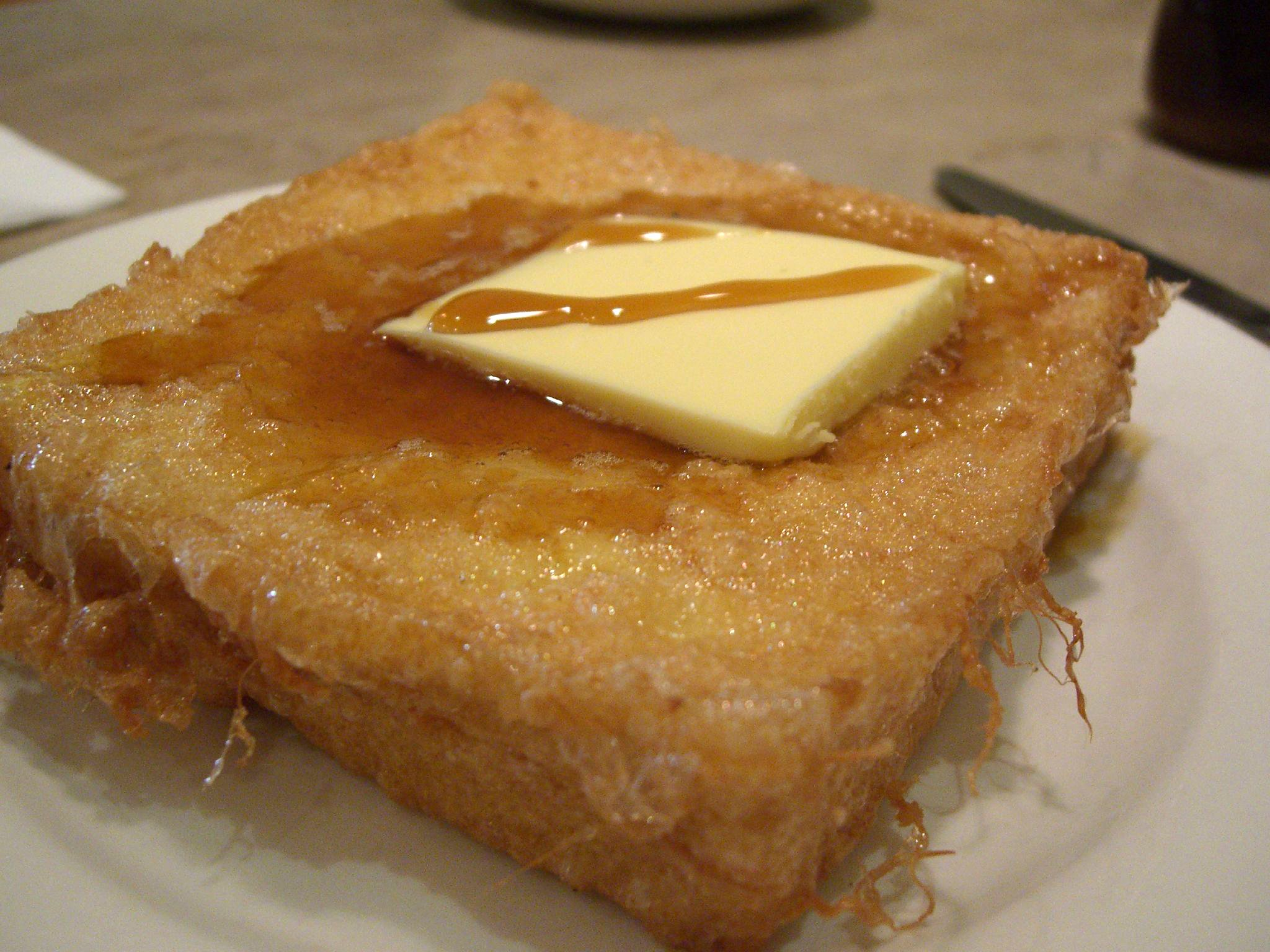
Bánh mì nướng kiểu Pháp-Hồng Kông

Bánh mì nướng kiểu Pháp-Hồng Kông (tiếng Trung: 西多士; nghĩa là: 'bánh mì nướng phương Tây') thường được chuẩn bị bằng cách kết hợp nhiều lát bánh mì với bơ đậu phộng hoặc mứt trái cây, sau đó nhúng trứng đánh bông và chiên sâu. Nó được phục vụ với bơ, và đứng đầu với xi-rô vàng hoặc mật ong. Đó là một dịch vụ tiêu biểu trong các quán trà Hồng Kông (cha chaan teng).  Các loại nhân khác có thể được tìm thấy là ruốc, mứt kaya, giăm bông hoặc sa tế thịt bò.

### Hoa Kỳ
Bánh mì nướng kiểu Pháp được phục vụ phổ biến trong các xe ăn đường sắt đầu thế kỷ 20 và giữa thế kỷ 20. Santa Fe đặc biệt được biết đến với bánh mì nướng Pháp, và hầu hết các tuyến đường sắt cung cấp công thức nấu ăn của những thứ này và các dịch vụ xe ăn uống khác cho công chúng như một tính năng quảng cáo.

#### New Orleans
Trong ẩm thực New Orleans Louisiana Creole, bánh mì nướng Pháp được gọi là pain perdu và thường được phục vụ như một món ăn sáng. Công thức gọi bánh mì Pháp kiểu New Orleans; bột bánh là một loại sữa trứng có thể bao gồm rượu mạnh. Topppings phổ biến bao gồm xi-rô mía, mật ong có hương vị mạnh mẽ, hoặc xi-rô trái cây; một bụi đường cũng là truyền thống.

### Rumani
Ở Rumani, nó được gọi là frigănele và, hầu như luôn luôn, được phục vụ như một món ăn ngon, và, thường là đủ, không có sữa.

### Ba Lan
Ở Ba Lan, nó được gọi là "chleb w jajku", có nghĩa là bánh mì trứng. Đó là một món ăn sáng phổ biến.

### Hy Lạp
Ở Hy Lạp, nó được gọi là avgofétes có nghĩa là bánh mì trứng và được phục vụ như một món ăn sáng với đường và hạt phỉ, và nếu ăn kèm với kasseri, đôi khi là một món ăn ngon.

### Vương quốc Anh
Ở Anh, nó thường được gọi là "bánh mì trứng" hoặc đôi khi là "bánh mì nướng Gypsy" và được phục vụ như một món ngọt và như một món ăn ngon.